# Cantonul Châteauroux-Centre
Cantonul Châteauroux-Centre este un canton din arondismentul Châteauroux, departamentul Indre, regiunea Centru, Franța.